# Filippinernas damlandslag i volleyboll
Filippinernas damlandslag i volleyboll representerar Filippinerna i volleyboll på damsidan. Laget organiseras av Philippine National Volleyball Federation sedan 2021, mellan 2015 och 2021 organiserades det av Larong Volleyball sa Pilipinas och mellan 1961 och 2015 av Philippine Volleyball Federation). 

### Fotnoter
1. 1 2 3 4 5 6 7 8 9 10  ”Asian senior women volleyball championship” (på engelska). Asian Volleyball Confederation. https://asianvolleyball.net/new/asian-senoir-women-volleyball-championship/. Läst 11 februari 2023.
2. ↑  ”Volleyball results, XXI SEA Games, 2001” (på engelska). 24 november 2001. https://web.archive.org/web/20011124222317/http://sadec.com/Sea2001/res_vb.html. Läst 28 maj 2023.
3. ↑  ”2005seagames.com.ph” (på engelska). http://results.2005seagames.com.ph/indoorvolleyball/results.asp. Läst 28 maj 2023.
4. ↑  ”AVC Cup for women” (på engelska). Asian Volleyball Confederation. https://asianvolleyball.net/new/avc-cup-for-women/. Läst 12 februari 2023.
5. ↑  ”Bulletin NO. 10 21 May 2022” (på engelska). Asian Volleyball Confederation. https://asianvolleyball.net/new/wp-content/uploads/2022/05/SEAGAMES_BulletinNO10.pdf. Läst 29 februari 2024.
6. ↑  ”2022 AVC Cup for women” (på engelska). Asian Volleyball Confederation. https://asianvolleyball.net/new/2022-avc-cup-for-women/. Läst 12 februari 2023.
7. ↑  ”iGames - Cambodia 2023” (på engelska). Sydostasiatiska spelen 2023. https://games.cambodia2023.com/#gameresult. Läst 28 maj 2023.
8. ↑  Preechachan (15 maj 2023). ”EMBATTLED THAILAND PUT IT PAST DETERMINED VIETNAM IN THRILLING SHOWDOWN TO RETAIN THEIR SEA GAMES TITLE” (på engelska). Asian Volleyball Confederation. https://asianvolleyball.net/new/embattled-thailand-put-it-past-determined-vietnam-in-thrilling-showdown-to-retain-their-sea-games-title/. Läst 28 februari 2024.
9. ↑  Preechachan (26 juni 2023). ”VIETNAM CROWNED WINNERS OF AVC CHALLENGE CUP” (på engelska). https://asianvolleyball.net/new/vietnam-crowned-winners-of-avc-challenge-cup/. Läst 8 juli 2023.
10. ↑  ”Bulltein No. 8” (på engelska). Asian Volleyball Confederation. https://asianvolleyball.net/new/wp-content/uploads/2023/09/Bulletin_No8_Sr.Women_.pdf. Läst 13 oktober 2023.
11. ↑  ”Volleyball Teams Final Ranking” (på engelska). Asian Volleyball Confederation. https://asianvolleyball.net/new/wp-content/uploads/2024/05/WCC2024_Bulletin_No_08.pdf. Läst 22 juni 2024.
12. ↑  volleyballworld.com. ”Volleyball Challenger Cup 2024 - Women's standings” (på engelska). https://en.volleyballworld.com/volleyball/competitions/challenger-cup/standings/women/. Läst 3 januari 2025.
13. ↑  Senaste tillfället då någon kontrollerade att de inmatade tabelluppgifterna stämmer. Uppgifter kan ha matats in senare utan att kontrolleras av någon annan